# شاپرکیان خاشاک
شاپرکیان خاشاک یا شاپرکیان کپه‌ای (نام علمی: Lymantriinae) نام یک زیرخانواده از بالاخانواده جغدی‌واران است.

## برخی سرده‌ها و گونه‌ها
- کپل خرمایی، Euproctis chrysorrhoea
- شاپرک قو، Euproctis similis
- شاپرک کولی، Lymantria dispar
- شاپرک راهبه، Lymantria monacha
- شاپرک خاشاکی کم‌رنگ، Calliteara pudibunda
- شاپرک خاشاکی کاج، Dasychira plagiata
- شاپرک پشمالوی قطبی، Gynaephora groenlandica
- شاپرک خاشاک زنگاری or Vapourer, Orgyia antiqua
- شاپرک خاشاک غربی، Orgyia vetusta
- White-marked tussock moth, Orgyia leucostigma
- شاپرک خاشاک صنوبر، Orgyia pseudostugata
- Satin moth, Leucoma salicis
- شاپرک کوکا، Eloria noyesi
- شاپرک سیب منقوش، Teia anartoides
- Rahona